# 阿克倫兵鯰
阿克倫兵鯰，為輻鰭魚綱鯰形目美鯰科的其中一種，為熱帶淡水魚。分布於南美洲巴西Juruá河流域，棲息在底中層水域，體長可達3公分，生活習性不明。

## 扩展阅读
維基物種上的相關：阿克倫兵鯰